# Andraž Vehovar
Andraž Vehovar (ur. 1 marca 1972) – słoweński kajakarz górski, srebrny medalista olimpijski z Atlanty.
Igrzyska w 1996 były jego jedynymi igrzyskami olimpijskimi. Srebrny medal wywalczył w kajakowych jedynkach. Dwukrotnie był srebrnym medalistą mistrzostw świata w drużynie (1995 i 1999), na mistrzostwach Europy zdobywał w tej konkurencji srebro 1996 i brąz w 1999.